# Abu Said Gardizi
Abu Saʿīd Abdul-Hay ibn Dhaḥḥāk ibn Maḥmūd Gardīzī (persisch ابوسعید عبدالحی بن ضحاک بن محمود گردیزی; † ca. 1061) genannt Gardizi (گردیزی) war ein persisch-muslimischer Geograph, Historiker des frühen 11. Jahrhunderts wahrscheinlich aus Gardez. Gardizi hatte unter Sultan Mahmud von Ghazni (998–1030) wohl eine offizielle Stellung, da er Ereignisse dieser Regentschaft als Augenzeuge beschreibt, und war bis in die Zeit von Abd ar-Raschīd bin Maḥmūd (1048–1052) im Ghaznawidenreich tätig. Er benennt als Einfluss auch den berühmten Gelehrten al-Biruni (ca. 973–1050), mit dem er bekannt gewesen sein will.
Gardizis einzig überliefertes Werk Zeyn al-Akhbar gilt als wichtiges Zeugnis der Iranischen Frühgeschichte sowie als ein frühes Beispiel für das Neupersische. Die ersten fünf Kapitel behandeln die vorislamischen Persischen Kaiser bis zu den Sassaniden, gefolgt von Abschnitten über die islamischen Herrscher Irans. Hier folgen Darstellungen von Leben und Genealogie Mohammeds und seiner Familie, den Kalifen der Umayyaden und Abbasiden bis al-Qāʾim (1031–75) sowie Beschreibungen der Statthalter von Khorasan, dem ausführlichsten Teil dieses Abschnitts, der abrupt mit dem Ghaznawiden Maudūd b. Masʿūd (1041–1048) abbricht.
Abschließend folgt ein kulturhistorischer Abschnitt, vor allem zu Religion und Kultur, über verschiedene Volksgruppen: Muslime, Juden, Christen, Zoroastrier, Hindus, Turkstämme, Rus und Alanen; sowie das antike Griechenland von Alexander bis zu den Ptolemäern, gefolgt von Kapiteln zu verschiedenen Studien zur Chronologie, Kultur und Ethnographie islamischer und nichtislamischer Völker, vor allem der Perser, Griechen und Muslime, zudem Türken, Osteuropäer und Inder.